# Grevillea obtusifolia
Espèce
Classification phylogénétique
Grevillea obtusifolia est une espèce d'arbuste de la famille des Proteaceae endémique du sud-ouest de l'Australie-Occidentale. Il peut mesurer de 0,5 à 1 mètre de hauteur et 5 m de diamètre. Il produit des fleurs roses ou rouges entre août et novembre (du milieu de l'hiver à la fin du printemps) dans son aire naturelle.
L'espèce a été décrite pour la première fois par le botaniste Carl Meissner, sa description publiée dans Prodromus en 1856.